# Shamalijster
De shamalijster (Copsychus malabaricus) is een kleine zangvogel die vroeger tot de lijsters (Turdidae) werd gerekend, maar tegenwoordig tot de vliegenvangers (Muscicapidae). De vogel komt voor in grote delen van tropisch Azië.

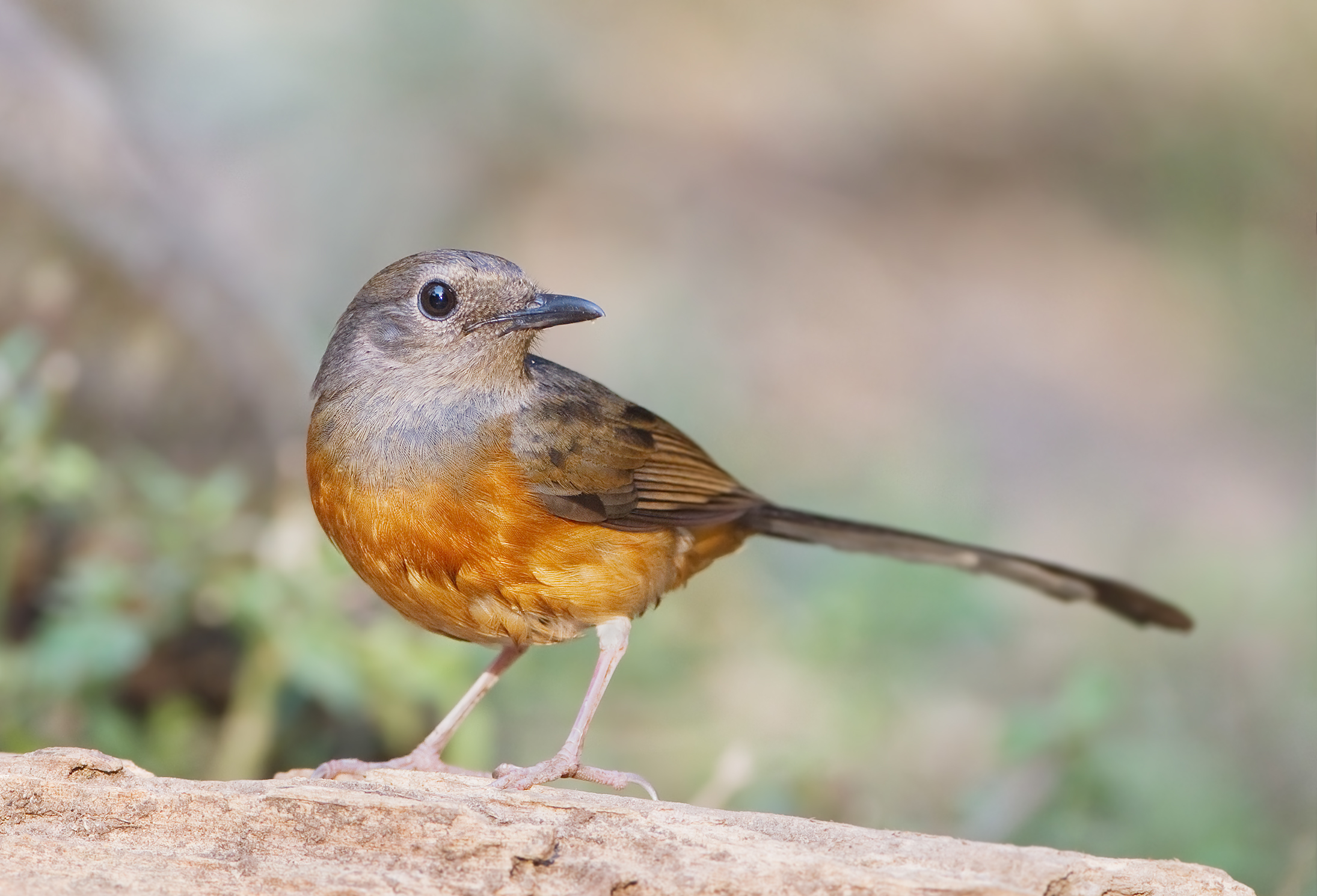
Vrouwtje

## Kenmerken
De shamalijster is 27 centimeter lang. Het mannetje is glanzend zwart met een kastanjebruine buik en een witte stuit en eveneens witte onderste staartpennen. Het vrouwtje is meer grijsbruin en kleiner dan het mannetje. Beide seksen hebben een zwarte snavel en roze poten. Onvolwassen vogels zijn gespikkeld en lijken verder op het vrouwtje.

## Voortplanting
Het vrouwtje legt in mei tot augustus vier tot zes eieren, zeer variërend van kleur (blauw, groen, grijsblauw, druk gevlekt en gepunteerd met bruine tekeningen)

## Verspreiding en leefgebied
De shamalijster komt voor in een groot gebied dat reikt van India tot Vietnam en de Grote Soenda-eilanden. De soort telt negen ondersoorten:
- C. m. malabaricus: westelijk en zuidelijk India.
- C. m. macrourus: Nepal en van noordelijk India tot zuidelijk China en Indochina.
- C. m. tricolor: westelijk Maleisië en Sumatra plus de nabijgelegen oostelijke eilanden.
- C. m. suavis: Borneo (behalve het noorden).
- † C. m. hypolizus: Simeulue (westelijk van Sumatra, uitgestorven in het wild).
- † C. m. opisthochrus: Lasia en Babi (westelijk van Sumatra, uitgestorven in het wild).
- C. m. melanurus: de eilanden westelijk van Sumatra.
- C. m. mirabilis: Panaitan (tussen Java en Sumatra).
- C. m. ngae: Langkawi (mogelijk uitgestorven in het wild)

Het leefgebied bestaat uit de ondergroei van struiken en mangrove, tropisch regenbos, moerasbos, verouderde aangeplante bossen en secundair bos tot op een hoogte tot 600 m boven de zeespiegel soms tot 1500 m (in Thailand).

## Status
Omdat de shamalijster een enorm groot verspreidingsgebied heeft, is de kans op uitsterven uiterst gering. De grootte van de populatie is niet gekwantificeerd. Er is echter aanleiding te veronderstellen dat de soort in aantal achteruit gaat, maar het tempo ligt onder de 30% in tien jaar (minder dan 3,5% per jaar). Daarom staat de shamalijster als niet bedreigd op de Rode Lijst van de IUCN.